# Concert de l'Horloge (Faubourg-Montmartre)
Ne doit pas être confondu avec L'Horloge (Music-hall) ou Concert de l'Horloge (Lyon).
Le Concert de l'Horloge est un café-concert situé 23, rue du Faubourg-Montmartre. 
- « Concert populaire. Chansons d'actualité, surtout chansons légères. Public très mélangé. Quelques bons bourgeois du quartier, à côté de la jeunesse de l'asphalte du boulevard Montmartre. On peut y faire des études de mœurs, surtout dans la soirée. »— Guide des plaisirs à Paris,1899[1]

## Direction
- 1896 : Lauba (ex propriétaire du café Raffestin)